# Hoholivka, Vesele
Hoholivka (în ucraineană Гоголівка) este localitatea de reședință a comunei Hoholivka din raionul Vesele, regiunea Zaporijjea, Ucraina.

## Demografie
Componența lingvistică a localității Hoholivka
     Ucraineană (89,34%)
     Rusă (9,81%)
     Alte limbi (0,85%)
Conform recensământului din 2001, majoritatea populației localității Hoholivka era vorbitoare de ucraineană (89,34%), existând în minoritate și vorbitori de rusă (9,81%).